# Michelle Williams (cantante)
Tenitra Michelle Williams (Rockford, 23 luglio 1980) è una cantautrice, attrice e personaggio televisivo statunitense.
Esordisce nel 2000 come terzo membro delle Destiny's Child, con le quali ha venduto oltre 35 milioni di album e ottenuto un Grammy Award, quattro American Music Award e due BET Awards. Come membro del gruppo ha inoltre vinto sette Billboard Music Awards, tra cui il Artist Achievement Award nel 2004.
Dal 2002 intraprende la carriera da solista, muovendosi dalle sonorità gospel/soul al dance/pop, pubblicando quattro album, una compilation e numerosi singoli, tra cui Say Yes, assieme a Beyoncé e Kelly Rowland, Heard a World, Do You Know, We Break the Dawn e The Greatest. Come solista ha ricevuto un Mobo Award come Miglior Cantante Gospel e un Stellar Awards per il brano Say Yes.
Di notevole rilievo i suoi ruoli a Broadway in Aida e nei musical Chicago, Fela! e The Color Purple, valendole una nomina come miglior attrice protagonista ai NAACP Theatre Award. Ha inoltre intrapreso la carriera televisiva, divenendo mentore e giudice in alcuni programmi televisivi statunitensi e britannici, tra cui MTV's Top Pop Group, Strictly Come Dancing, Fix My Choir e The Masked Singer.

## Biografia

### Primi anni
Michelle Williams è cresciuta in una famiglia di religione cristiana ed ha imparato a cantare nel coro della sua chiesa. In seguito ha cantato in un quartetto musicale chiamato United Harmony. Dopo aver frequentato l'Auburn High School ha seguito un corso di laurea in giustizia criminale all'Illinois State University, mentre cantava come corista per la famosa cantante R&B Monica.

### 1999-2005: Destiny's Child
Michelle Williams e Farrah Franklin entrarono ufficialmente nel gruppo nel dicembre del 1999, prendendo il posto di Letoya Luckett e LaTavia Roberson, secondo una decisione presa dal manager Mathew Knowles. Il primo video in cui apparve fu Say My Name, girato pochi giorni dopo la sua entrata nel gruppo. Successivamente il quarto membro delle Destiny's Child, Farrah Franklin, lasciò il gruppo, diventando in questo modo un trio. Il gruppo riscosse un successo globale con il singolo Independent Women Part, incluso nella colonna sonora del film Charlie's Angel. In seguito, anche nel terzo album in studio delle Destiny's Child Survivor, il primo registrato anche da Michelle Williams. Altri tre singoli furono estratti dall'album: Survivor, (il primo in cui Michelle cantò una strofa da sola) che vinse il Grammy Award come Best R&B Performance by a Duo or Group with Vocals, Bootylicious e Emotion. Seguirono un tour mondiale, un album di remix (This Is the Remix) e uno natalizio (8 Days of Christmas), dopodiché il gruppo si separò temporaneamente per le carriere soliste dei componenti. Dopo tre anni di pausa le Destiny's Child realizzarono il loro ultimo album in studio: Destiny Fulfilled pubblicato nel novembre 2004. Nell'ottobre 2005 il gruppo realizzò il suo Greatest Hits intitolato #1's che includeva tre nuove canzoni tra le quali Stand Up for Love.

### 2002-2007:Heart to YourseDo You Know egli inizi come attrice

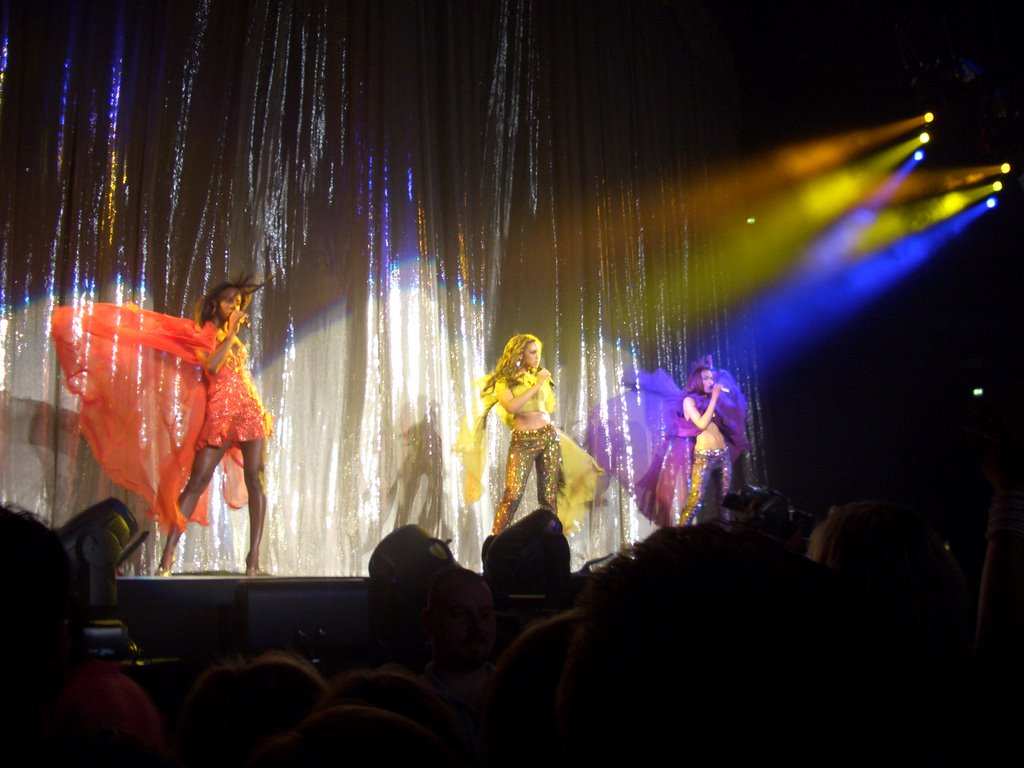
Michelle Williams (a destra in blu) con le Destiny's Child nel tour Destiny Fulfilled... And Lovin' It del 2005.

Michelle Williams è stata il primo membro delle Destiny's Child a realizzare un album da solista di genere gospel "Heart to Yours", con la partecipazione di Carl Thomas, Shirley Caesar e Mary Mary e prodotto dalla Columbia Records. La cantante ha affermato la scelta del genere musicale in un'intervista: "Alcune persone faranno gospel quando la loro carriera fallisce, ma ho scelto di farlo al culmine della popolarità di Destiny's Child... E non volevo farlo perché era una moda. Volevo farlo perché è dentro di me." Rilasciato il 16 aprile 2002, debutta al numero 57 della Billboard 200 e alla prima posizione della US Top Gospel Albums, vendendo un totale di 200.000 copie negli Stati Uniti. 
Il video musicale per il primo e unico singolo dell'album, "Heard a Word", è stato prodotto dal regista Sylvain White. Grazie all'album la cantante vince il Best Gospel Act ai Mobo Awards e il Female Vocalist of the Year – Urban Contemporary ai GMWA Excellence Awards. Riceve inoltre una nomination ai Stellar Awards come New Artist of the Year. Billboard inserisce inoltre la cantante al quinto posto nella lista Top Gospel Artist del 2002.
Nel 2003 inizia la carriera come attrice di teatro e musical entrando nel cast dell'Aida in atto a Broadway, prendendo il posto della cantante Toni Braxton. Ad oggi la Williams è il primo ed unico membro del gruppo ad aver recitato a Broadway.
Seguendo il successo del suo debutto da solista ha realizzato l'album successivo intitolato Do You Know nel 2004. L'album è prodotto dal team del precedente album con la partecipazione sia come scrittore che produttori di Solange Knowles, Dawkins & Dawkins, e il fratello Erron Williams. Pubblicato il 26 gennaio 2004 negli Stati Uniti, Do You Know ha raggiunto un deludente debutto nella Billboard 200, vendendo 10.000 copie nella sua prima settimana raggiungendo la posizione 120, nonostante la calda accoglienza da parte dei critici che hanno prestato lode alla capacità da cantautrice della cantante. Raggiunge invece la seconda posizione della US Top Gospel Albums e la terza della US Christian Albums. Fino al 2008 ha venduto 78.000 copie negli Stati Uniti.
Dopo due album con le Destiny's Child (Destiny Fulfilled e #1's), aver ricevuto la stella sulla Hollywood Walk of Fame ed essere riconosciute come il gruppo femminile che ha venduto di più al mondo da Time, nel 2006 il gruppo si sciolse. In seguito la Williams ha fatto il suo debutto televisivo nella commedia Half & Half e partecipato al programma televisivo Celebrity Duets, duettando con gli attori Alfonso Ribeiro e Jay Rodriguez. A partire da aprile 2007, la Williams e Oprah Winfrey si uniscono al cast del musical di successo a Broadway, The Color Purple, per il tour nazionale statunitense.

### 2008-2011:Unexpectede il musicalChicago

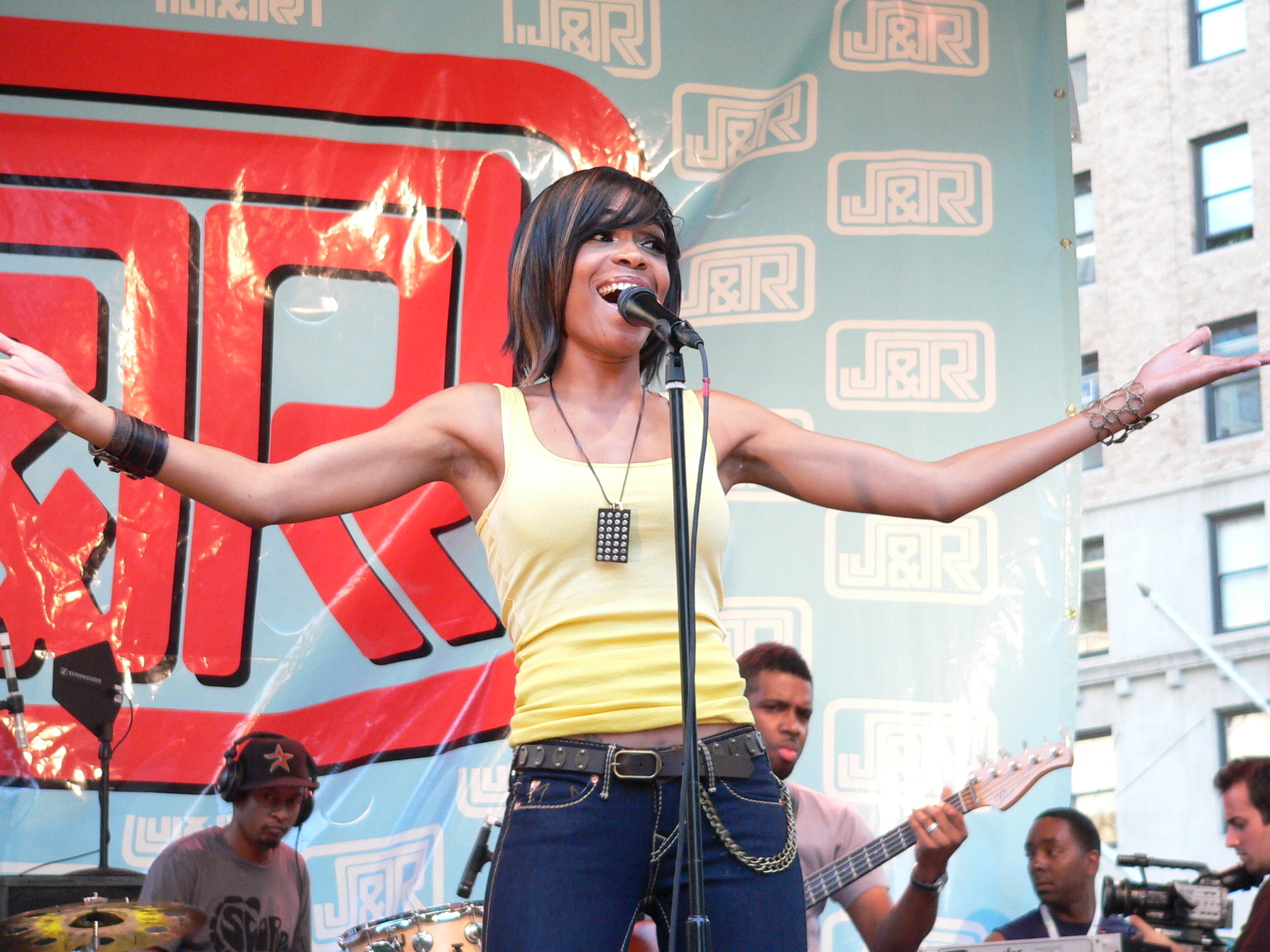
Michelle Williams nel 2008 al Live in City Hall Park

Nel marzo 2008, Columbia ha rivelato che la Williams avrebbe rilasciato il suo terzo album in studio il 7 ottobre 2008, negli Stati Uniti. L'album risente di sonorità più orientate all'R&B e alla musica dance. Il singolo "We Break the Dawn", scritto con Solange, conquista la posizione nº 1 della classifica Billboard Hot Dance Airplay ed entra nella Top 50 sia nel Regno Unito che in Ungheria, diventando il suo maggiore successo internazionale. Il secondo singolo "The Greatest" conquista la prima posizione della classifica dance statunitense mentre il terzo, "Hello Heartbreak", raggiunge la 40ª posizione tra i singoli più venduti negli Stati Uniti e l'8º nel genere dance.
Nonostante Unexpected sia l'album meno venduto della cantante sia in patria che all'estero, debutta nella Billboard 200 al numero 42 e al numero 11 della Top R&B/Hip-Hop Album Chart, con vendite della prima settimana di 14.000 unità. Nel 2009 la cantante ha confermato in un video blog che lei e un team di produzione stavano mettendo gli ultimi ritocchi su una versione remix dell'album in uscita in Nord America e Asia. Ad aprile 2013 l'album ha venduto 34.000 copie negli Stati Uniti.
Il 13 luglio 2009 Williams ha iniziato un impegno limitato di sei settimane al Cambridge Theatre per il musical Chicago, rendendola la prima afro-americana ad essere lanciata nella produzione musicale del West End. La sua partecipazione è stata estesa continuando ad apparire per altre tre settimane per un impegno esteso a partire dal 23 agosto al 12 settembre 2009.
Il 12 gennaio 2010, è stato annunciato che Michelle Williams si è separata dal mannager Mathew Knowles, padre di Beyoncé. L'8 febbraio 2010, Williams ha fatto un ritorno a Broadway iniziando un impegno limitato di sette settimane nel musical Chicago presso, in sostituzione di Ashlee Simpson. Nel mese di aprile, i produttori Barry e Fran Weissler hanno annunciato che l'artista avrebbe esteso il suo impiego con ulteriori 18 spettacoli fino al 13 aprile, prima di unirsi all'impegno di Los Angeles del tour nazionale del musical. I due produttori affermano infatti che "Michelle ha dimostrato di essere una grande risorsa per CHICAGO a Broadway. Oltre ad essere un'artista fantastica, è deliziosa e genuina sia fuori dal palco che sul palco. Siamo entusiasti che non solo sia in grado di prolungare la sua corsa a Broadway, ma anche di unirsi al nostro tour nazionale per il suo terzo impegno di ritorno a Los Angeles".
Nell'agosto 2010, è stato riferito che la Williams avrebbe partecipato all'ottava stagione del concorso televisivo britannico Strictly Come Dancing, rimanendovi per sette settimane.

### 2014-2018:Journey to Freedome il ritorno a teatro

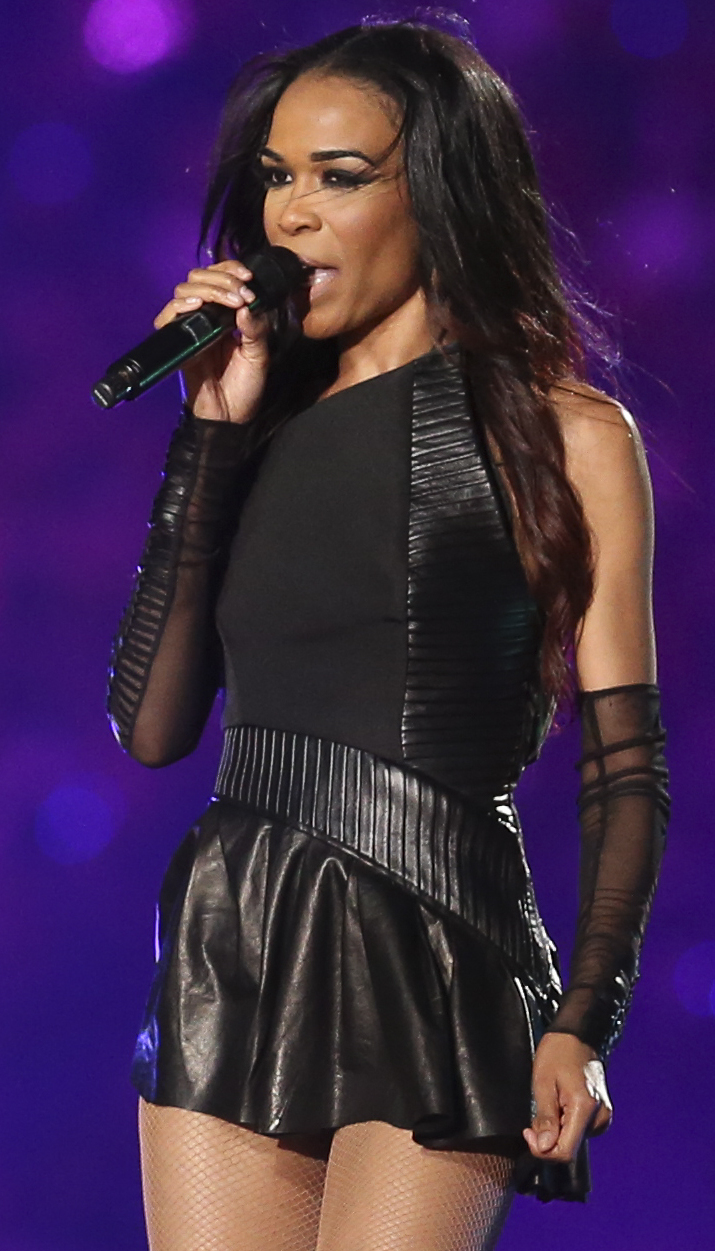
Michelle Williams al Super Bowl XLVII

Dopo l'uscita della terza compilation delle Destiny's Child Love Songs, contenente l'inedito Nuclear co-scritto dalla Williams, si esibisce nel febbraio del 2013 in una breve riunione del gruppo durante il Super Bowl XLVII Halftime Show di Beyoncé, esibendosi nei brani Bootylicious, Independent Women Part I e nel singolo di Beyoncé Single Ladies (Put a Ring on It). Durante il 2013 pubblica inoltre alcuni singoli come If We Had Your Eyes e Fire.
Nel 2014 la Williams torna all'attenzione mondiale con la pubblicazione del singolo soul/gospel dalle influenze moderne chiamato Say Yes, che vede una collaborazione con Beyoncé e Kelly Rowland. Ad alcune settimane di distanza dalla pubblicazione del singolo, il 18 giugno viene pubblicato il video ufficiale sul canale VEVO della cantante, il quale vince il premio Video of the Year ai Stellar Awards. Il singolo, che raggiunge la prima posizione nelle classifiche "US Hot Gospel Songs", "Gospel Digital Songs" e "Gospel Streaming charts" accompagna l'album Journey to Freedom. L'album debutta alla posizione 29 della Billboard 200, posizione più alta raggiunta dalla cantante nella classifica, e alla seconda posizione della classifica statunitense "Top Gospel Albums".
Dopo alcuni anni di silenzio in cui si è dedicata a progetti di teatro a Broadway annuncia di star lavorando ad alcuni progetti musicali. Ad aprile del 2018 torna a cantare con Kelly Rowland allo show al Coachella Valley Music and Arts Festival tenuto da Beyoncé. Viene annunciato inoltre la sua partecipazione a Broadway nel musical Once on This Island nel ruolo di Erzulie per l'anno 2018-2019, ma che lascia a Dicembre del 2018 su invito del proprio medico. Il 7 dicembre 2018 pubblica il singolo "Fearless" con l'etichetta Radiance Music Group.

### 2019-presente: Televisione, scrittrice e nuovi progetti
Nel gennaio 2019 la mittente televisiva BET conferma la partecipazione della cantante alla nuova serie basata sulla vita e carriera di Don Cornelius, dove interpreterà Diana Ross. Nel cast sarà affiancata da Kelly Rowland, K. Michelle e Bobby Brown. Successivamente viene annunciata l'entrata della Williams nel cast del musical A Snow White Christmas per la sua decima messa in scena. Recita dal 30 novembre 2019 inizialmente al Raleigh Memorial Auditorium in Carolina del Nord, per poi proseguire dal 13 al 22 dicembre al Pasadena Civic Auditorium di Los Angeles. Nel dicembre 2019 la cantante viene scelta come partecipante della seconda stagione del programma televisivo The Masked Singer.
A novembre 2020 Williams annuncia l'uscita di un libro autobiografico intitolato Checking In, pubblicato nel maggio 2021. Il 22 dicembre 2020 la cantante conduce il podcast Cheking In per l'emittente radiofonica iHeartRadio per il ciclo di interventi intitolati Black Effect Podcast Network e recita come protagonista del film TV a tema natalizio di Hallmark Channel, Christmas in Harmony, andato in onda il 29 ottobre 2021. Successivamente il podcast viene rilasciato nelle principali piattaforme di streaming, venendo successivamente nominato come miglior podcast sullo stile di vita e l'auto-aiuto ai NAACP Image Award del 2022.
Nel febbraio 2022, Williams ha gareggiato nella terza serie della versione britannica di The Masked Singer. Nell'aprile 2022 Williams recita nel film televisivo di Lifetime Wrath: A Seven Deadly Sins Story, nel ruolo di protagonista, recitando assimeme a Tina Knowles e Antonio Cupo. Nell'agosto 2022 è presente nel cast di concorrenti di The Masked Singer Australia. Il 15 ottobre 2022 recita nel ruolo di Eve/Mama Noah alla première del musical Children of Eden di Stephen Schwartz e John Caird. Nel marzo 2024, è stata confermata nel cast dell'adattamento teatrale di Death Becomes Her, nel ruolo di Viola Van Horn, in scenda al Cadillac Palace Theatre di Chicago dall'aprile al giugno del 2024.

## Vita privata
In un'intervista al programma televisivo "The Talk", Michelle Williams racconta della sua convivenza con la depressione fin dall'adolescenza. Nel periodo di massimo successo con le Destiny's Child, la cantante continuò a soffrirne descrivendolo come: "Ero in quel posto dove si è fatto buio e pesante, perché a volte ti senti come se fossi la causa stessa, mi prendo cura della gente e i fan, non avrei dovuto sentirmi così". Solo nel 2017 la cantante decise di intraprendere un percorso per controllare ed uscire dalla depressione in un ospedale specializzato a Los Angeles.
Il 19 aprile 2018 annuncia tramite la rivista People il fidanzamento con Chad Johnson, pastore e coach sportivo dei Pittsburgh Steelers e L.A. Dodgers. La coppia doveva sposarsi al termine dell'estate dello stesso anno ma la Williams entrò in depressione, intraprendendo così una terapia in un ospedale privato a Los Angeles. Il 7 dicembre 2018 annuncia la rottura rilasciando il singolo "Fearless".

## Discografia

### Da solista

#### Album studio
- 2002 - Heart to Yours
- 2004 - Do You Know
- 2008 - Unexpected
- 2014 - Journey to Freedom

#### Compilation
- 2004 - Heart to Yours/Do You Know

#### Singoli
- 2002 - Heard a Word
- 2004 - Do You Know
- 2008 - We Break the Dawn
- 2008 - The Greatest
- 2008 - Hello Heartbreak
- 2011 - Waiting on You (ft. Ultra Naté)
- 2013 - If We Had Your Eyes
- 2013 - Fire
- 2014 - Say Yes (ft. Beyoncé & Kelly Rowland)
- 2018 - Fearless

### Con le Destiny's Child
- 2001 - Survivor
- 2001 - 8 Days of Christmas
- 2004 - Destiny Fulfilled

## Teatrografia

### Musical
- Aida - nel ruolo protagonista di Aida (Broadway nel 2003[71], St. Louis Muny nel 2016[72])
- The Color Purple - nel ruolo di Shug Avery (Tour negli Stati Uniti nel 2007[73])
- Chicago - nel ruolo protagonista di Roxie Hart (West End - 2009[39], Broadway - 2010, Tour a Los Angeles - 2011[74])
- What My Husband Doesn't Know - nel ruolo protagonista di Lena Summers (Tour negli Stati Uniti - 2011[75])
- Fela! - nel ruolo di Sandra Isadore (Tour negli Stati Uniti - 2013[76])
- Once on This Island - nel ruolo di Erzulie (Broadway - 2018[77][78])
- A Snow White Christmas - nel ruolo della Regina Malvagia (Los Angeles, Carolina del Nord - 2019[79])
- Children of Eden - nel ruolo di Eve/Mama Noah (Chicago - 2022[64])
- Death Becomes Her - nel ruolo di Viola Van Horn (Chicago - 2024, Broadway dal 2024)

## Filmografia

### Televisione
- Half & Half – serie TV, 3 episodi, 2006
- MTV's Top Pop Group - programma TV, giudice, 4 episodi, 2008[34]
- Gospel Dream - programma TV, giudice, 2009[80]
- Fix My Choir - programma TV, conduttrice, 2014[81]
- Revival! – serie TV, 2015
- The View –Talk Show, ospite ed opinionista, 4 episodi, 2015
- The Talk - Talk Show, ospite ed opinionista, 4 episodi, 2017
- A casa di Raven - serie TV, 2 episodi, 2018
- American Soul - serie TV, 2019[82]
- The Masked Singer USA - programma TV, concorrente, 2019[11]
- The Masked Singer UK - programma TV, concorrente, 2022[62]
- Wrath: A Seven Deadly Sins Story - film TV, concorrente, 2022[63]
- The Masked Singer Australia - programma TV, concorrente, 2022[83]

### Documentari
- Homecoming, regia di Beyoncé (2019)

## Altre attività
- Ha ricevuto critiche entusiastiche dopo aver preso il posto di Toni Braxton interpretando il ruolo principale di Aida a Broadway nel novembre 2003.
- Ha scritto una canzone per il nuovo album di Kelly Rowland intitolato Ms. Kelly
- Nel tardo 2005 è stata testimonial per il marchio "The Gap".
- Testimonial per Walmart (insieme alle Destiny's Child, Natale 2005)
- testimonial per McDonald's (insieme alle Destiny's Child, 2005)
- Campagna fotografica per Balmain nel 2016
- Co-autrice del libro autobiografico Checking In: How Getting Real About Depression Saved My Life—and Can Save Yours (maggio 2021)